# Budownictwo energooszczędne
Budownictwo energooszczędne – ogół technologii stosowanych w budownictwie, których celem jest ograniczenie energochłonności budynków przy jednoczesnym zapewnieniu użytkownikom wysokiego komfortu cieplnego.

## Charakterystyka
Wobec rosnących cen surowców energetycznych, dom energooszczędny staje się jednym z kluczowych tematów w budownictwie jednorodzinnym. Ograniczenie kosztów energii elektrycznej oraz cieplnej możliwe jest dzięki redukcji strat ciepła do otoczenia, wykorzystaniu alternatywnych źródeł ciepła w miejsce kosztownych w eksploatacji pieców gazowych i elektrycznych, a także poprzez instalację systemów automatycznego sterowania budynkiem. Systemy te pozwalają na efektywne zarządzanie zużyciem mediów. W przyszłości przewiduje się upowszechnienie tzw. inteligentnych liczników energii, które jako element inteligentnych systemów elektroenergetycznych umożliwią optymalizację zużycia energii elektrycznej w ciągu doby.

## Wskaźniki efektywności energetycznej
Podstawowym parametrem opisującym energochłonność budynku jest wskaźnik sezonowego zapotrzebowania na ciepło E [kWh/(m²·rok)], który określa ilość energii potrzebnej do ogrzania 1 m² powierzchni w ciągu roku. Dla budynków spełniających polskie normy wartość tego współczynnika wynosi od 120 do 180 kWh/(m²·rok). O budynku energooszczędnym można mówić, gdy współczynnik E nie przekracza 80 kWh/(m²·rok). Kolejnym istotnym parametrem jest współczynnik przenikania ciepła U [W/(m²·K)], który opisuje ilość energii cieplnej przenikającej przez przegrodę cieplną. W budownictwie energooszczędnym współczynnik U dla ścian zewnętrznych nie powinien przekraczać 0,2 W/(m²·K).

## Budynek pasywny
Budynek pasywny jest szczególnym typem budynku energooszczędnego, o ekstremalnie niskim zapotrzebowaniu na energię do ogrzewania, nieprzekraczającym 15 kWh/(m2∙rok). Dom musi również spełniać warunek ograniczonego zużycia energii pierwotnej. Wielkość ta powinna wynosić nie więcej niż 70 kWh/m² rocznie. Komfort cieplny jest zapewniony dzięki tak zwanym „pasywnym” źródłom ciepła, czyli mieszkańcom, urządzeniom elektrycznym, energii słonecznej, oraz odzysku ciepła z wentylacji i ewentualnie dogrzaniu powietrza świeżego. Technologie budowania domów pasywnych pozwalają zaoszczędzić do 80% energii i ograniczyć tradycyjne systemy ogrzewania do minimum. Budynek pasywny charakteryzuje się niewielkim stosunkiem powierzchni zewnętrznej do kubatury (0,8-1), dlatego jego bryła powinna być zwarta. Ilość narożników oraz załamań ścian, gdzie dochodzi do najintensywniejszej wymiany ciepła, musi być jak najmniejsza. Kształt domu pasywnego umożliwia optymalne wykorzystanie ciepła słonecznego, dlatego dobrym rozwiązaniem jest dach jednospadowy, dzięki któremu ściana ustawiona na południe ma większą powierzchnię niż ściana północna. Okna powinny być umieszczone w ścianach wysoko, tak, aby w zimie, gdy słońce pada pod najmniejszym kątem, ogrzewało masywne ściany wewnętrzne, które akumulują ciepło. Ściany powinny być pomalowane dodatkowo na ciemny kolor. Natomiast latem promienie słoneczne są częściowo odbijane przez okap dachu i nie padają na ściany wewnątrz domu, przy odpowiednim doborze wielkości okien.
W budownictwie pasywnym stosuje się okna o współczynniku U mieszczącym się w zakresie od 0,6 do 0,9 W/(m2∙rok) z potrójnymi szybami, wewnątrz których znajduje się gaz (argon lub krypton). Tafle szkła pokrywa się powłokami niskoemisyjnymi z tlenków metali, które w sposób selektywny przepuszczają promieniowanie cieplne. Przepuszczają one promieniowanie słoneczne o krótkiej długości fali wpadające do pomieszczenia, natomiast odbijają fale długie, dlatego ciepło nie „ucieka” na zewnątrz. Niektóre okna mogą pracować również w trybie letnim blokując promieniowanie podczerwone od zewnątrz i ograniczając nagrzewanie się pomieszczeń. Domy pasywne wykonuje się w technologiach zapewniających odpowiednią izolacyjność termiczną. Wymagana wartość współczynnika przenikania ciepła U przez każdą przegrodę wynosi 0,15 W/(m2∙rok). Poza tym, niezwykle ważne jest wyeliminowanie wszelkich mostków termicznych (czyli miejsc, w których współczynnik przewodzenia ciepła λ jest wysoki), które mogą występować w przerwach warstwy izolacyjnej, przyłączach i przejściach instalacji oraz stykach różnych materiałów. Pozornie drobne usterki, do których nie przywiązuje się wagi budownictwie tradycyjnym, są nie do przyjęcia w budownictwie pasywnym.

## Budynek inteligentny
Budownictwo pasywne polega głównie na prawidłowym zaprojektowaniu kształtu domu, jego położenia w stosunku do stron świata, izolacji, wentylacji oraz ogrzewania. Oszczędność energii można również uzyskać dzięki wprowadzeniu automatyki domowej, która zarządza urządzeniami, instalacjami oraz wyposażeniem technicznym. Dom, w którym centralny, zintegrowany system zarządzania steruje ogrzewaniem, wentylacją, chłodzeniem, przesłonami okiennymi oraz innymi instalacjami, nazywany jest inteligentnym. Użytkownik sam ustala dogodną temperaturę, wilgotność powietrza, natomiast system decyduje, w którym momencie uruchomić poszczególne instalacje, nie doprowadzając do przegrzania, bądź przechłodzenia pomieszczeń. Zadaniem systemu sterowania jest optymalizacja zużycia energii, korzystając z jej źródeł tylko wtedy, gdy zachodzi taka potrzeba, w takiej ilości, jaka w danej chwili jest konieczna oraz zapewniając najwyższą sprawność jej konwersji. Przeprowadzone badania wskazują jasno, że wdrożenie automatyki budynkowej przyczynia się do zmniejszenia konsumpcji energii nawet o 30%, przy czym sterowanie oświetleniem, regulacja wentylacji i ogrzewania dają najwięcej oszczędności.
Inteligentne liczniki, które w chwili obecnej są wprowadzane w Polsce i stanowią integralną część inteligentnych systemów energetycznych (tzw. smart grid), współpracując z automatyką domową, pozwolą zaoszczędzić na rachunkach za prąd. Koncepcja polega na korzystaniu z niektórych urządzeń elektrycznych wtedy, gdy prąd jest tańszy. Przykładowo, wszystkie baterie mogą być ładowane w nocy, a pralka, wentylator, czy ogrzewanie włączy się, gdy obciążenie sieci się zmniejszy i co za tym idzie opłaty za prąd, które ponosi odbiorca będą niższe. Wprowadzenie liczników nie tylko pozwoli zredukować opłaty, ale przyczyni się również do zmniejszenia zużycia energii pierwotnej dzięki złagodzeniu krajowej krzywej zapotrzebowania na prąd.

## Stosowanie odnawialnych źródeł energii
Stosowanie odnawialnych źródeł energii jest obecnie bardzo popularne. Korzystne dofinansowania dla osób prywatnych oraz fakt, że energia słoneczna nic nie kosztuje, sprawiają, że instalowanie systemów solarnych stało się opłacalne, a energia słoneczna jest najchętniej wykorzystywanym źródłem odnawialnym w budownictwie. Typowy układ solarny z obiegiem wymuszonym służy do podgrzewania wody użytkowej i składa się z kolektora (płaskiego lub próżniowego), zbiornika c.w.u., wężownicy, pompy cyrkulacyjnej, regulatora oraz czasami dodatkowego źródła ciepła (grzałki elektrycznej lub wody kotłowej).
Odpowiednio dobrane kolektory są w stanie zaspokoić do 70% zapotrzebowania na ciepła wodę, dodatkowo są ekologiczne i przyczyniają się do zmniejszenia szkodliwych emisji.

## System wentylacji i ogrzewania
W budynku pasywnym nie stosuje się wentylacji grawitacyjnej, popularnej w tradycyjnym budownictwie. Układ wentylacji mechanicznej nawiewno-wywiewnej jest źródłem zarówno świeżego powietrza, jak i 80-90% energii cieplnej. Na wyposażenie układu składa się rekuperacyjny wymiennik ciepła, który odzyskuje około 75% ciepła z powietrza usuwanego z budynku oraz dodatkowe źródło energii cieplnej, na przykład wymiennik gruntowy, który z powodzeniem może współpracować z pompą ciepła. Przez gruntowy wymiennik ciepła (GWC) transportowane jest powietrze służące do wentylacji budynków. Ponieważ temperatura gruntu na głębokości poniżej 1 m jest stała praktycznie przez cały rok i wynosi 8-9 °C, zimą jest możliwe wstępne ogrzanie powietrza, a latem jego ochłodzenie i osuszenie. Dobrze zaprojektowany i wykonany GWC niezależnie od warunków zewnętrznych podgrzewa powietrze wentylacyjne do ok. 2 °C. Daje to możliwość znacznego ograniczenia kosztów inwestycyjnych instalacji grzewczej, mocy kotłowni, jak również ciągłe i rosnące oszczędności eksploatacyjne. Stosując GWC w połączeniu z centralami rekuperacyjnymi można uzyskać sprawność temperaturową systemu na poziomie 95%.
Do wyposażenia układu GWC z rekuperatorem można przyłączyć pompę ciepła, której zasada działania polega na pobieraniu ciepła ze źródła o temperaturze niższej i oddawaniu go ośrodkowi o temperaturze wyższej kosztem mocy elektrycznej dostarczonej do sprężarki. W zależności od pory roku pompa może służyć do ogrzewania powietrza w budynku bądź jego chłodzenia. Współczynnik efektywności pompy (COP), który określa stosunek ciepła uzyskanego przez pompę do energii elektrycznej potrzebnej do jej napędu, jest tym większy, im mniejsza jest różnica temperatur źródła dolnego i górnego, i wynosi średnio 3-4. Porównując ten wynik ze zwykłym grzejnikiem elektrycznym, który nie może dostarczyć więcej mocy grzewczej, niż jego moc zasilania, widzimy, że pompa ciepła jest urządzeniem wysoce energooszczędnym. Pompy ciepła mogą współpracować zarówno z kolektorem gruntowym (poziomym, spiralnym i pionowym), jak również wodnym i powietrznym.

## Materiały zmiennofazowe PCM
Materiały zmiennofazowe (PCM), o dużej pojemności cieplnej, w różny sposób wkomponowane w strukturę budynku mają za zadanie zwiększyć jego pojemność cieplną. Duża bezwładność cieplna budynku zapewnia bardziej stabilne warunki termiczne w jego wnętrzu, jak również pozwala na wykorzystanie naturalnych źródeł ciepła (np. promieniowania słonecznego) i chłodu (niskiej temperatury w nocy), dzięki czemu zmniejsza się zużycie energii na ogrzewanie i klimatyzację. Zasada działania jest prosta: gdy temperatura otoczenia wzrasta, wiązania chemiczne w materiale PCM zostają zerwane, a jego stan skupienia zmienia się ze stałego na ciekły. Podczas ochładzania się powietrza, materiał wraca do stałego stanu skupienia i oddaje wcześniej zakumulowane ciepło. Materiały PCM mogą być stosowane jako dodatek do materiałów budowlanych, a także jako wypełnienie specjalnych zasobników ciepła, które rozmieszczane są w wolnych przestrzeniach budynku. Stosowane materiały mogą być zarówno organiczne (np. węglowodory nasycone, kwasy tłuszczowe), jak i nieorganiczne (sole i ich hydraty). Pojemność cieplna materiałów zależy przede wszystkim od ciepła przemiany fazowej, które wynosi 100-250 kJ/kg.

## Podsumowanie
Ogrzewanie, chłodzenie i oświetlenie budynków mieszkalnych pochłania około 40% energii konsumowanej przez zurbanizowane kraje. Chcąc zmniejszyć globalne zużycie energii pierwotnej oraz emisję szkodliwych substancji powinniśmy się skupić zarówno na wprowadzaniu alternatywnych źródeł energii, jak i maksymalnym zwiększeniu sprawności konwersji energii po stronie odbiorcy. Współczesne budownictwo skupia się na energooszczędności oraz optymalizacji zużycia ciepła, elektryczności i kosztów użytkowania. Pomocne w tym zakresie są m.in. audyty energetyczne, które pozwalają na dokładne określenie potencjału oszczędności energii i kosztów przed rozpoczęciem modernizacji. Dzięki rozwojowi technologii informatycznej, automatyka budynkowa zatroszczy się za nas o rozsądne korzystanie z wszelkich mediów i pozwoli cieszyć się wysokim komfortem mieszkania oraz niskim kosztem utrzymania budynku.